# Франклинтаун (Пенсилванија)
Франклинтаун (енгл. Franklintown) град је у америчкој савезној држави Пенсилванија.

## Демографија
По попису из 2010. године број становника је 489, што је 43 (-8,1%) становника мање него 2000. године.
| Група             | 2000.       | 2010.       |
| Белци             | 520 (97,7%) | 459 (93,9%) |
| Афроамериканци    | 1 (0,2%)    | 7 (1,4%)    |
| Азијати           | 3 (0,6%)    | 2 (0,4%)    |
| Хиспаноамериканци | 5 (0,9%)    | 12 (2,5%)   |
| Укупно            | 532         | 489         |